# Antoni Romer
Antoni Romer (Römer) herbu własnego (zm. po 1826 roku) – podwojewodzi trocki w latach 1781–1793, sędzia grodzki trocki w latach 1780–1781, konsyliarz województwa trockiego w konfederacji generalnej Wielkiego Księstwa Litewskiego w konfederacji targowickiej w 1792 roku, starosta nowodworski.
Poseł na sejm 1782 roku z województwa trockiego.